# 溫德爾·布朗
溫德爾·布朗（Wendell Brown）是一位美國計算機科學家，企業家和發明家，因在電信與互聯網技術、網絡安全、智能手機應用程序開發和物聯網方面的創新聞名於世。此外，布朗還創立了多家著名的科技公司，包括Teleo公司，LiveOps和eVoice。

## 企業家
布朗被視作是零工經濟和在家辦公虛擬勞動力行業的先驅。2002年，他聯合創立了LiveOps，擔任總裁兼首席技術官。LiveOps為多家公司設計呼叫中心解決方案以及社交媒體管理方案，其中包括可口可樂、必勝客和eBay 。截至2016年7月，LiveOps聘用了全球規模最大的在家辦公呼叫代理網絡，擁有2萬多名代理，雲平台處理了10億分鐘以上的客戶服務交互。
2015年，布朗成立了網絡安全公司Averon，致力於基於移動技術開發無摩擦身份識別解決方案。  2016年3月，Averon在加拿大溫哥華全球TED大會的主會場介紹了其網絡安全解決方案的理念。 Telefónica（西班牙電信）宣布與Averon建立技術合作關係。
2011年，布朗聯合創辦了Nularis。該公司是一家高性能LED照明技術開發商，為多家加盟商供應全球商品，包括凱悅酒店、四季酒店以及The Coffee Bean＆Tea Leaf。 
2006年，布朗聯合創辦了Teleo（Skype的早期競爭對手）。當時，他創建了VoIP應用程序，使用戶能通過互聯網發送和接收電話。 2006年，Teleo被微軟收購，成為微軟MSN小組的一部分。
作為eVoice的聯合創始人兼總裁，布朗於2000年創建了eVoice語音郵件平台。該平台是世界上首個大規模互聯網驅動型語音郵件系統。他發明了多項技術，比如語音郵件到電子郵件、可視化語音郵件、增強呼叫方ID 。上述創新被視為最早的“應用程序”雛形，併後來被谷歌語音和蘋果公司使用和部署。eVoice為AT＆T，MCI，AOL和部分地區的電話公司提供語音郵件解決方案。2001年，eVoice被美國在線時代華納收購，並成為AOL語音服務集團的一部分。
2002年，布朗被科技雜誌MicroTimes評選為美國100位頂級計算機行業高管之一。
作為硅谷的天使投資人，布朗幫助多家著名創業公司募集資金，包括Appeo，ADISN  MOEO,和IronPort   。2007年，思科系統公司以8.3億美元的高價收購了IronPort。

## 軟體開發師

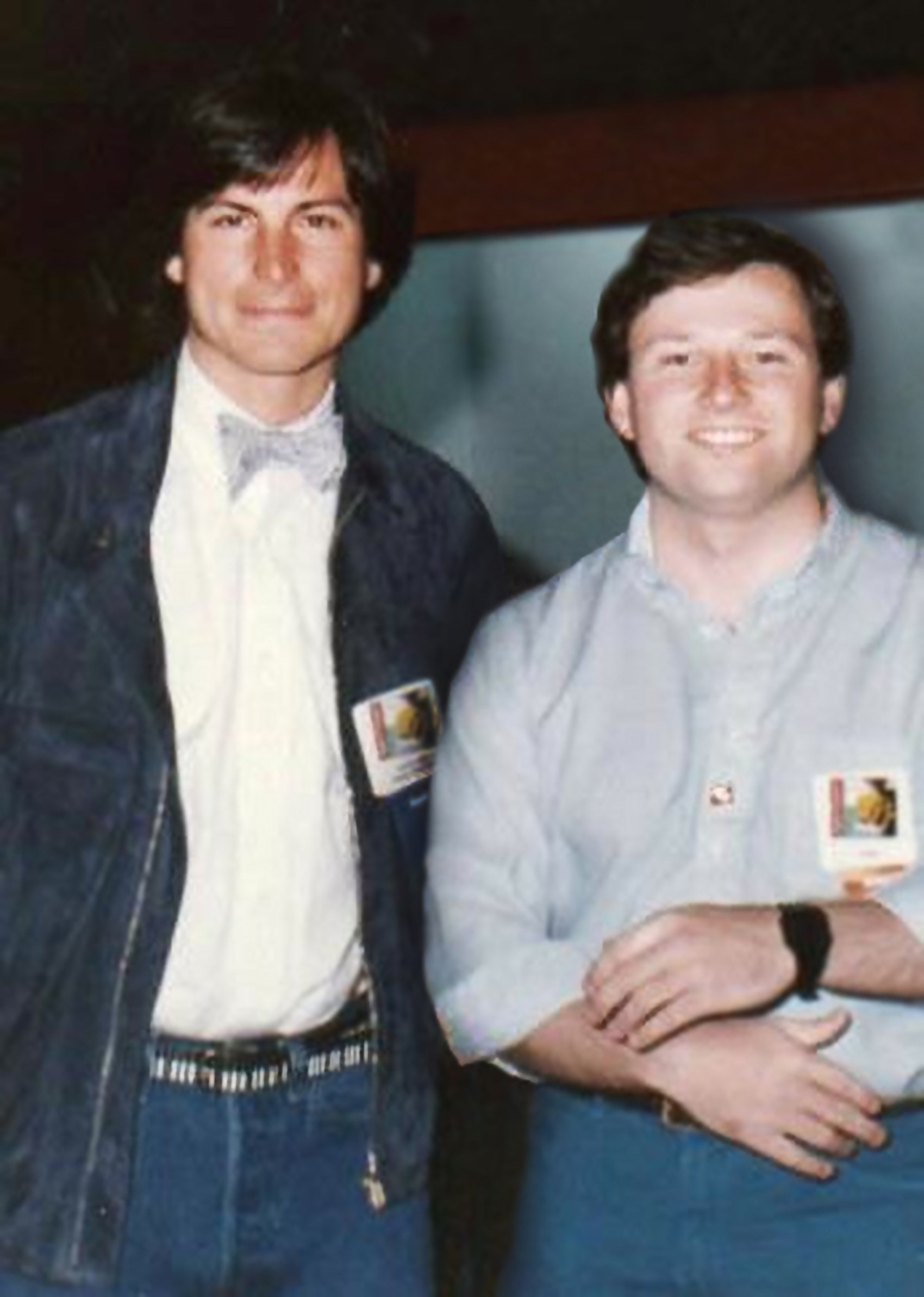
1984年1月，史蒂夫·喬布斯與布朗在为蘋果電腦（Macintosh ）推出Hippo-C軟件

作為網絡安全軟體最早的先驅之一，布朗於1996年創建了WalkSoftly，發布了首個個人計算機市場軟體網絡安全計劃。1997年，布朗開發了GuardSoftly的創新互聯網安全包Guard Dog。該軟體包被軟體發行商協會選定為20世紀90年代最具創新性的四大安全產品之一，被PC Data評選為十大最暢銷零售安全軟體產品之一。CyberSoft Inc.於1997年收購了WalkSoftly。
20世紀80年代，布朗創建了Hippopotamus Software。該公司是蘋果公司Macintosh的早期軟體開發商。當時，布朗的Hippo-C C編譯器是Mac和Atari ST系列計算機系統領先的軟體開發環境。
另外，在經典電子遊戲粉絲的心目中，布朗因設計和編程多款暢銷遊戲而名聲大噪，包括Imagic，「星球大戰」ColecoVision版和「美女與野獸」  Nova Blast  以及為美泰（Mattel）Intellivision設計的Moonsweeper  。
20世紀80年代中期，布朗開發了ADAP SoundRack系統。這是一種開創性的直接到硬盤音頻錄製系統，取代了傳統的接帶聲音編輯方法。ADAP被廣泛用於製作和編輯好萊塢電影與電視節目的音軌，包括「生於七月四日」，「甜心辣舞」，「親愛的，我把孩子縮小了」，「虎膽龍威」，「考斯比一家」，「鷹冠莊園」和「90210飛躍比弗利」試播集。ADAP被多位錄音藝術家使用，其中包括彼得•蓋布瑞爾（Peter Gabriel），佛利伍•麥克（Fleetwood Mac），指針姐妹，MötleyCrüe，大衛 •鮑威（David Bowie）和娜塔莉•科爾（Natalie Cole）。利用其ADAP技術，布朗為華特迪斯尼公司和東芝公司的聲音項目提供諮詢服務，後來擔任美國國家半導體公司的電信加密專家，幫助構建DS3算法的硬件實現。

## 發明家
2012年1月，達沃斯世界經濟論壇授予布朗的能源效率發明“技術先鋒獎提名”（Technology Pioneer Award Nominee）。2012年5月，布朗在智能手機應用程序方面的創新榮獲CTIA智能手機新興技術獎。布朗的電信技術用於連接10億分鐘以上的電話，並用於數百萬個語音郵件賬戶。
布朗在網絡安全、電信、手機應用程序、虛擬工作團隊、電動汽車、LED照明、三維相機、可再生燃料以及在線音樂發行領域創造了數十項美國和國際專利發明。
2008年，布朗發明了WebDiet。該方法旨在使用手機來計算食物消費，以改善人們的健康。WebDiet應用程序被公認為是首款計算卡路里並將膳食指導自動化的應用程序。

## 早期生活與教育
布朗在紐約州奧尼昂塔市長大，畢業於奧尼昂塔高中。高中時，布朗便開始編程和銷售個人電腦系統，並在Byte（電腦雜誌）上發表了自己的第一篇電腦文章。2013年，因在商業和技術方面的卓越成就，布朗獲得了奧尼昂塔高中名人榮譽牆永久匾額。
布朗於1982年畢業於康奈爾大學，榮獲電氣工程和計算機科學學士學位。  
在康奈爾大學就讀期間，布朗獲得了休斯飛行器科學學士本科獎學金（Hughes Aircraft Bachelor of Science Undergraduate Fellowship）。

## 慈善事業
布朗的慈善事業包括為美國創價大學（加州阿里索維耶荷）提供一項以自己的名字命名的獎學金，支持安柏瑞德航空航天大學的航空安全實驗室與圖書館，以及私人資助南美的貧困學生。

## 私人生活

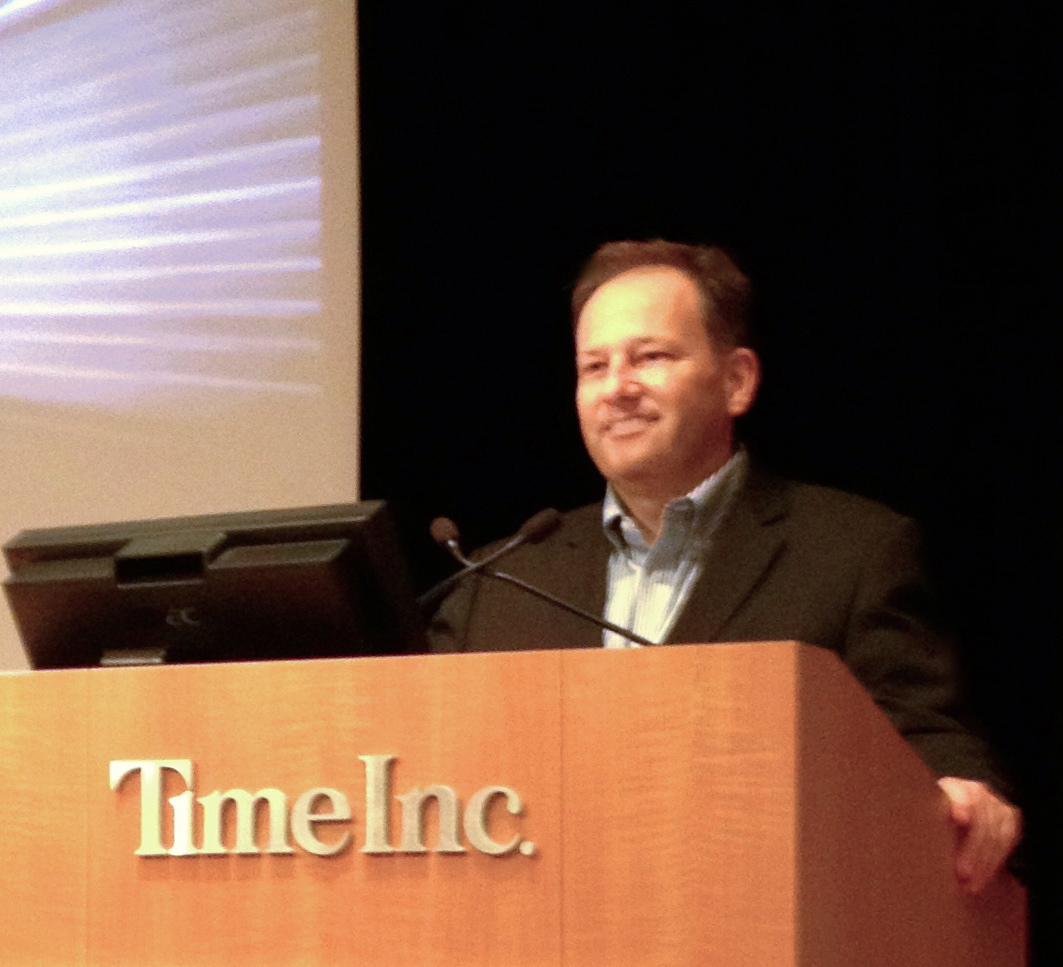
2012年溫德爾·布朗在紐約市《時代》雜誌致辭

布朗擔任多項會議的演講嘉賓、技術評審與顧問，其中包括以色列會議 ，世界經濟論壇 ，TED（大會），谷歌與麻省理工學院黑客馬拉松比賽，慕尼黑數字生活設計以及DLD特拉維夫大會 ，都柏林網絡峰會，科技博客網站，美國無線通信與互聯網協會-無線協會,，AlwaysOn（“聯網全球硅谷”） ，El Financiero（彭博），以及三田研究所技術講座。
另外，布朗是汽車創新進步X獎的諮詢委員會成員，包括新燃料技術和電動汽車研發，三田研究所技術講座研究所風險投資基金的顧問，以及立體3D電影公司Gener8的顧問。該公司出品的電影作品包括「驚人的蜘蛛俠」「哈利波特與死亡聖器：第2部」。
布朗還是一名持證的私人飛行員，並熱衷於新飛機、火箭和電動車輛設計的開發。

## 外部連結
- Teleo收購 （页面存档备份，存于）
- IronPort收購 （页面存档备份，存于）
- AOL/IronPort收購[永久]